# Phyllophaga karlsioei
Phyllophaga karlsioei är en skalbaggsart som beskrevs av Linell 1897. Phyllophaga karlsioei ingår i släktet Phyllophaga och familjen Melolonthidae. Inga underarter finns listade i Catalogue of Life.